# Баньяга, Огастин
Огастин Баньяга — американский математик руандийского происхождения, известен работами по симплектической и контактной геометрии.
Первый человек из Руанды, получивший степень доктора философии по математике.
В настоящее время профессор математики в Университете штата Пенсильвания.

## Карьера
Получил степень доктора философии в 1976 году в Женевском университете под руководством Андре Хефлигера.
Работал в Институте перспективных исследований в Принстоне (1977—1978), был доцентом Бенджамина Пирса в Гарвардском университете (1978—1982) и доцентом Бостонского университета (1982—1984). C 1984 года работает в Пенсильванском государственном университетe. В 1992 году  получил звание профессора.

## Вклад
Внёс значительный вклад в симплектическую топологию, особенно в структуру групп симплектоморфизмов.
Один из его самых известных результатов гласит, что группа гамильтоновых диффеоморфизмов компактного, связного симплектического многообразия является простой; в частности, она не допускает нетривиального гомоморфизма на вещественную прямую.

## Признание
- В 2009 году избран членом Африканской академии наук.[3]

- Является редактором Afrika Matematica, журнала Африканского математического союза, и редактором Африканского математического журнала. Он руководил диссертациями 9 аспирантов.[4]